# Boney M.
«Boney M.» (укр. Бо́ні еМ.) — німецький диско-гурт, створений у 1975 музичним продюсером із ФРН Френком Фаріаном.

## Створення
У першій половині 1970-х років назва «Boney M.» ставилася на записах, що здійснював мюнхенський продюсер Френк Фаріан за допомогою випадкових анонімних виконавців. Популярність однієї з таких пісень — «Baby Do You Wanna Bump?» — спонукала його до створення вокально-танцювального гурту в 1976 році. Фаріан став продюсером усіх хітів «Boney M.», а також автором, або ж співавтором більшості з них.
У 1976-1977 роках у британському ТОР-10 гостювало достатньо їх хітів: «Daddy Cool», «Sunny», «Ma Baker» та «Belfast». Проте успіх «Boney M.» супроводжувався чутками, що нібито всі чоловічі вокальні партії виконує не Боббі Фаррелл, а Френк Фаріан. Боббі ж лише витанцьовує на сцені. Як з'ясувалося пізніше, лише на першому хіті «Baby Do You Wanna Bamp?» вокал Фаррела відсутній (адже «Boney M.» у «зірковому» складі, на той час, ще не існувало), а щодо інших записів, на них були голоси як Фаррелла, так і Фаріана. Під час запису в студії їхні вокали накладалися один на одного й після цієї операції вже важко було відрізнити, хто де співає.
Пік популярності гурту припадає на 1978 рік, коли «Rivers Of Babylon» та «Brown Girl In The Ring» трималися 40 тижнів на британських топ-переліках. А за кількістю проданих примірників він став третім в історії британської поп-фонографії. Хіт «Rasputin» потрапив на друге місце ТОР-20, а завершили рік «Boney M.» малою платівкою «Marys Boy Child — Oh My Lord», що злетіла на вершину британського чарту.
Подібний успіх гурт здобув і на континенті. У Європі він продав понад 50 мільйонів платівок. Підсумком нетрадиційного підбору матеріалу стало завоювання 1979 року десятого місця в чарті піснею «Painter Man» із репертуару гурту «The Creation», проте наступні «Hooray Hooray It's A Holi-Holiday» та «Gotta Go Home»/«EI Lute» виявилися останніми хітами. Незважаючи на падіння популярності, гурту вдалося 1980 року завершити найкращий період у своїй кар'єрі хітовим альбомом «The Magic Of Boney M.».
1992 року «Boney M.» повернулися в топ-переліки з власним попурі «Boney M. Megamix», що піднялося до сьомого місця у Сполученому Королівстві. Навесні 1993 року гурт, у якому зі старого складу лишилася лише Ліз Мітчелл, вирушив у британське турне, а згодом відвідав і Європу.
«Boney M.» були в списку офіційно «дозволених» у Радянському Союзі закордонних виконавців. Дотепер це один із найвидатніших поп-гуртів у світі. На сьогодні випущено понад 200 мільйонів звуконосіїв із записами цього колективу (без обліку продажів піратських копій). Гурт увійшов до Книги рекордів Гіннеса за продажами пісень у Сполученому Королівстві (три пісні гурту й досі перебувають у першій десятці найбільш продаваних за всю історію публікації офіційних звітів продажів у цій країні). Західні музичні критики часто називали «Boney M.» «чорною „ABBA“», позаяк лише цей шведський гурт міг змагатися в популярності з ними наприкінці 70-х початку 80-х років ХХ-го століття.
21 вересня 2006 року в Лондоні відбулася світова прем'єра супер-мюзикла «Daddy Cool» із бюджетом у п'ять мільйонів євро, що базувався на піснях «Boney M.».
Деякі композиції групи, наприклад, «Sunny» (1976), випускалися в Радянському Союзі на платівках під лейблом «Мелодія», транслювалися по радіо, а деякі відеороботи демонструвалися на телебаченні в передачі «Мелодії й ритми закордонної естради».

## Дискографія
- 1976: Take The Heat Off Me
- 1977: Love For Sale
- 1978: Nightflight To Venus
- 1979: Oceans Of Fantasy
- 1981: Boonoonoonoos
- 1981: Christmas Album
- 1984: Ten Thousand Light Years
- 1985: Eye Dance

## Музичні приклади
- Rivers of Babylonⓘ (1977) («Ріки Вавилонські»), на тексти псалма 136.